# Pilaitės prospektas
Pilaitės prospektas (verkürzt Pilaitės pr.) ist eine Avenue (Prospekt) in der litauischen Hauptstadt Vilnius, die größte Straße im Stadtteil Pilaitė sowie eine der größten Straßen in den Stadtbezirken  Karoliniškės und Viršuliškės. Sie beginnt am Laisvės prospektas und endet an der Čekoniškės-Str.
Am Anfang des 20. Jahrhunderts gab es hier eine Straße des Dorfs Pilaitė der Rajongemeinde Vilnius. Der Prospekt wurde während der Zeit der Litauischen SSR in der Sowjetunion gebaut. Es gibt das Hotel Green Vilnius, Bürohaus „Trapecija“, zwei Lukoil-Tankstellen, den Supermarkt „Maxima XX“. 2023 baut man die Tankstelle „Circle K“ und einen RIMI-Supermarkt mit der Gewerbefläche von 1854 m² (unter Pilaitės pr. 65).